# Командный чемпионат СССР по современному пятиборью 1976
Командный чемпионат СССР по современному пятиборью среди мужчин прошёл в городе Львов Украинской ССР с 11 по 15 сентября 1976 года.
Всего на старт вышло 60 спортсменов из 8 союзных республик и Москвы.
В командных соревнованиях принимали участие 15 команд (4 спортсмена в каждой команде), представлявшие Вооружённые Силы (5 спортклубов), Динамо (5 команд из РСФСР, Украины, Белоруссии, Литвы и Казахстана) и ДСО Профсоюзов («Алга» Киргизия, «Даугава» Латвия, «Нефтчи» Азербайджан, «Спартак» Украина, и «Труд» РСФСР).
Чемпионат проводился в новом комплексе львовского спортивного клуба армии. Команда победитель получала право участвовать в турнире «Кубок европейских чемпионов», который пройдёт в мае 1977 года во Львове.
— Это обстоятельство — рассказал представитель Спорткомитета СССР Лев Матюшенко, — значительно повышает заинтересованность каждой из 15 команд. К тому же только 9 команд по итогам чемпионата получат право будущей весной оспаривать Кубок СССР. Все претенденты на победу представлены лучшими составами. Из ведущих пятиборцев не выступает только Павел Леднев.

## Фехтование
11 сентября 1976 года. Манеж СКА.
Фехтовальный турнир пятиборцев начался необычно: каждому из 60 участников предстояло провести по 40 поединков, между собой команды одного ведомства не встречались. Укол по этой формуле оценивался в 33 пятиборных очка.
Заветную сумму 1000 очков никому не удалось набрать. Член сборной команды СССР Владимир Шмелёв принёс команде московских армейцев только 637 очков (19 побед), его товарищ по команде Борис Мосолов — столько же. Это поставило под сомнение итоговый успех сильной команды москвичей.
В итоге фехтование выиграли динамовцы Казахстана — Юрий Тогобецкий, Виктор Монахов, Николай Печатнов и Валерий Слесарчук.
* Личное первенство. Фехтование.
| Место | Спортсмен                           | Очки |
| ----- | ----------------------------------- | ---- |
| 1.    | Виктор Силяхин (СКА, Львов)         | 934  |
| 2.    | Юрий Тогобецкий (Динамо, Казахстан) | 934  |
| 3.    | Леонид Кравцов (Даугава, Рига)      | 901  |
| 4.    | Г. Грабарь (СКА, Львов)             | 901  |
| 5.    | И. Жигулин (Алга, Киргизия)         | 901  |
| 6.    | Г. Юрасов (СКА, Ростов-на-Дону)     | 901  |

Л. Иванов (СКА, Львов) — 835 очков (25 побед).
* Командное первенство. Фехтование.
| Место | Команда              | Очки |
| ----- | -------------------- | ---- |
| 1.    | Динамо (Казахстан)   | 2571 |
| 2.    | СКА (Львов)          | 2472 |
| 3.    | СКА (Ростов-на-Дону) | 2439 |
| 4.    | Динамо (Литва)       | 2340 |
| 5.    | Динамо (Белоруссия)  | 2340 |
| 6.    | Труд (РСФСР)         | 2340 |

## Конкур
12-13 сентября 1976 года.
Соревнования по конкуру пришлось проводить в два дня из-за большого количества участников. Многие специалисты отметили сложность трассы, на которой сюрпризов было немало. Максимальную сумму очков — 1100 — никому из спортсменов не удалось набрать.
Уже в первом гите многие опытные пятиборцы потерпели неудачу. В их число попал и Владимир Шмелёв. Ему достался конь по кличке Энзиме, очень неспокойная, с норовом. В итоге Шмелёв привёз только 690 очков. кстати, остальные трое участников, выступавшие на Энзиме, — А. Карханян (Нефтчи), Г. Каснепайс (Даугава), Д. Сушков (Спартак), учли печальный опыт Шмелёва и сумели привезти больше 1000 очков.
Победителем конкура стал Игорь Палховский (Динамо, Белоруссия) на Газ-Каире — 1098 очков.. Он проехал маршрут без ошибок, просрочив только контрольное время (2 минуты) на 0.5 секунды.
- Личное первенство. Конкур.

1. И. Пальховский (Динамо, Белоруссия) — 1098 очков.
2. В. Головин (ЦГВ — Центральная группа войск) — 1094
3. Ю. Крастиньш (Даугава, Рига) — 1092
4. Г. Канепайс (Даугава, Рига) — 1088
5. В. Кравцов (Даугава, Рига) — 1080
6. В. Вареников (Нефтчи) — 1068
- Командное первенство. Конкур.

1. Даугава — 3260
2. Нефтчи — 3132
3. ЦГВ — 3106
Положение после двух видов.
- Личное первенство.

1. В. Кравцов (Даугава) — 1981
2. В. Силяхин (СКА, Львов) — 1934
3. Ю. Тогобецкий (Динамо, Казахстан) — 1916
4. Г. Грабарь (СКА, Киев) — 1915
5. В. Рогов (Динамо, Белоруссия) — 1904
6. С. Копылов (СКА, Ростов-на-Дону) — 1832
- Командное первенство.

1. Даугава — 5478
2. СКА (Ростов-на-Дону) — 5303
3. СКА (Львов) — 5245
4. СКА (Киев) — 5062
5. Динамо (РСФСР) — 5048
6. Динамо (Литва) — 4966

## Стрельба. Плавание
14 сентября 1976 года. Спорткомплекс СКА г. Львов.
В этот день соревнования проводились сразу по двум видам — утром спортсмены состязались в стрельбе, вечером в бассейне.
- СТРЕЛЬБА.

Первое место поделили представители СКА (Львов) заслуженный мастер спорта СССР Леонид Иванов и Сергей Репетенко. Их результат — 198 из 200 возможных, это составило 1088 очков. К сожалению Иванов не смог дальше продолжать соревнования из-за травмы, полученной при прохождении конных испытаний. Третье место занял заслуженный мастер спорта СССР, чемпион мира 1971 года Сергей Лукьяненко с результатом
197.
Технические результаты. Стрельба.
1. Л. Иванов, С. Репетенко (СКА, Львов) — 198 (1088 очков)
3. С. Лукьяненко (ЦГВ (Центральная группа войск)) — 197 (1066)
4. А. Мишнев (СКА, Киев) — 197
5. А. Пауков (СКА, Киев) — 197
Стрельба. Командное первенство.
1. СКА (Львов) — 3154
2. СКА (Киев) — 3132
3. Динамо (Казахстан) — 2978
4. Даугава (Рига) — 2978
- ПЛАВАНИЕ.

Соревнования проходили в 50-метровом бассейне СКА.
Лидер в командном первенстве команда «Даугава» хорошо отстреляв, в бассейне полностью растеряла всё, что было достигнуто в первые дни чемпионата. Пятиборцы Латвии очень старались, но результаты их были низкими. Как и предвидели тренеры, сказалась их нетренированность: в республике до сих пор нет 50-метрового бассейна. В итоге — одно из последних мест в плавании.
В командном зачёте армейцы Львова сократили отставание от лидера чемпионата команды «Даугава» (Рига) и не позволили СКА (Киев) обогнать себя.
Теперь всё должно решиться в кроссе. Только одна из этих трёх команд может рассчитывать на победу.
Технические результаты. Плавание. 300 м вольный стиль.
1. А. Сергеев (Труд) — 1156 очков
2. А. Караханян (Нефтчи) — 1128
3. В. Убийвовк (Динамо, Украина) — 1128
4. А. Казаков (Динамо, Украина) — 1128
Командное первенство.
1. Нефтчи — 3348 очков
2. Динамо (Киев) — 3328
3. СКА (Киев) — 3300
Положение после 4 видов.
Личное первенство.
1. В. Рогов (Динамо, Белоруссия) — 3994
2. Ю. Тогобецкий (Динамо, Казахстан) — 3992
3. В. Кравцов (Даугува, Рига) — 3971
4. О. Булгаков (Динамо, РСФСР) — 3940
5. А. Мишнев (СКА, Киев) — 3855
6. В. Силяхин (СКА, Львов) — 3848
Командное первенство.
1. Даугава — 11 322
2. СКА (Львов) — 11 263
3. СКА (Киев) — 11 202 4. Динамо (РСФСР) — 10 940
5. СКА (Ростов-на-Дону) — 10 922
6. ЦГВ (Центральная группа войск) — 10 831

## Кросс
15 сентября 1976 года. Лесопарк «Брюховичи». Дистанция 4 км.
Командный чемпионат СССР по современному пятиборью вышел на финишную прямую. Следует напомнить, что команда победитель чемпионата получит право участвовать в Кубке европейских чемпионов, который пройдёт в следующем году здесь же во Львове. Так же по результатам чемпионата 9 лучших команд будут участвовать весной 1977 года в розыгрыше Кубка СССР — теперь уже международного турнира, открывающего ежегодно сезон наших пятиборцев.
Не повезло спартаковцам Украины. Их зачётный участник А. Шевчук неожиданно заболел, ему сделали операцию аппендицита. Так же прекратили выступления В. Дрюков (ЦГВ), В. Селищев (Динамо, Белоруссия) и другие спортсмены, чьи команды претендовали на высокие места.
Первым из команды СКА (Львов) отправился 21-летний Сергей Репетенко. Он показал время 13.16,6, которое долго было лучшим. Но в итоге первое место в кроссе выиграл Игорь Жигулин (Алга, Киргизия) — 13.00,0.
В этот день так же решался вопрос, смогут ли пятиборцы команды «Алга», как это бывало раньше вклиниться в заветную девятку команд. Спортсмены Киргизии В. Подзоров, И. Жигулин и Р. Абрахманов были вне конкуренции на дистанции кросса и их усилия не были напрасными. Команда «Алга» поднялась на 9 место и завоевала право участвовать в розыгрыше Кубка СССР 1977 года.
Пятиборцы СКА (Львов) были вторыми в кроссе и в итоге выиграли золотые медали в командном первенстве. Второе место заняли спортсмены СКА (Киев) и в призовую тройку вошли, несмотря на слабое выступление в плавании и беге пятиборцы команды «Даугава».
Первое место в личном первенстве лидер команды «Даугава» Виктор Кравцов, показавший в кроссе — 13.29,1, намного опередив своих конкурентов Валентина Рогова и Юрия Тогобецкого.
- Технические результаты. Кросс. 4 км.

Личное первенство.
1. И. Жигулин (Алга, Киргизия) — 13.00,0
2. О. Кульговец (Спартак, Украина) — 13.10,8
3. В. Подзоров (Алга, Киргизия) — 13.11,8
4. С. Репетенко (СКА, Львов) — 13.16,6
5. А. Пальянов (Динамо, РСФСР) — 13.17,2
6. В. Головин (ЦГВ) — 13.17,5
Командное первенство.
1. Алга — 3582 очка
2. СКА (Львов) — 3411
3. СКА (Киев) — 3396

## Итоговые результаты
Команда СКА (Львов) одержала убедительную победу в командном первенстве. Виктор Силяхин, Сергей Репетенко и Валерий Голомовзый впервые получили золотые медали чемпионата страны и завоевали для своего клуба право участвовать в Кубке европейских чемпионов.
Успех воспитанников заслуженного тренера СССР З. П. Коты закономерен, они ровно и сильно прошли всю дистанцию чемпионата. Стоит отметить, что победа добыта, как говорится, вторым эшелоном без участия двух ведущих пятиборцев клуба заслуженных мастеров спорта СССР Павла Леднева и Леонида Иванова.
За чертой «девятки», которая получила право выступать весной на Кубке СССР, остались сильные коллективы «Нефтчи», Динамо (Украина), «Труд». Последнее 15 место досталось команде СКА (Москва), прошлогодним обладателям Кубка европейских чемпионов. Кстати из пяти армейских клубов, выступавших в чемпионате, четыре оказались в шестёрке лучших и только армейцы Москвы стали аутсайдерами.
Через неделю в польском городе Зелёна-Гура пройдёт чемпионат мира среди юниоров, это будет последний турнир нынешнего олимпийского сезона.
Итоговые результаты.
- Командное первенство.

1. СКА (Львов) — 14 674 очка.
2. СКА (Киев) — 14 445
3. Даугава (Рига) — 14 361
4. СКА (Ростов-на-Дону) — 14 237
5. Динамо (РСФСР) — 14 204
6. ЦГВ (Центральная группа войск) — 14 146
7. Динамо (Казахстан) — 13 956
8. Динамо (Белоруссия) — 13 862
9. Алга (Киргизия) — 13 835
10. Нефтчи (Азербайджан) — 13 795
11. Динамо (Украина) — 13 781
12. Спартак (Украина) — 13 741
13. Динамо (Литва)
14. Труд (РСФСР)
15. СКА (Москва)
Личное первенство. Сумма пяти видов.
1. В. Кривцов (Даугава) — 5109 очков.
2. В. Рогов (Динамо, Белоруссия) — 5075
3. Ю. Тогобецкий (Динамо, Казахстан) — 5046
4. О. Булгаков (Динамо, РСФСР) — 5000
5. В. Силяхин (СКА, Львов) — 4983
6. А. Мишнев — 4930